# 파키스탄 운동

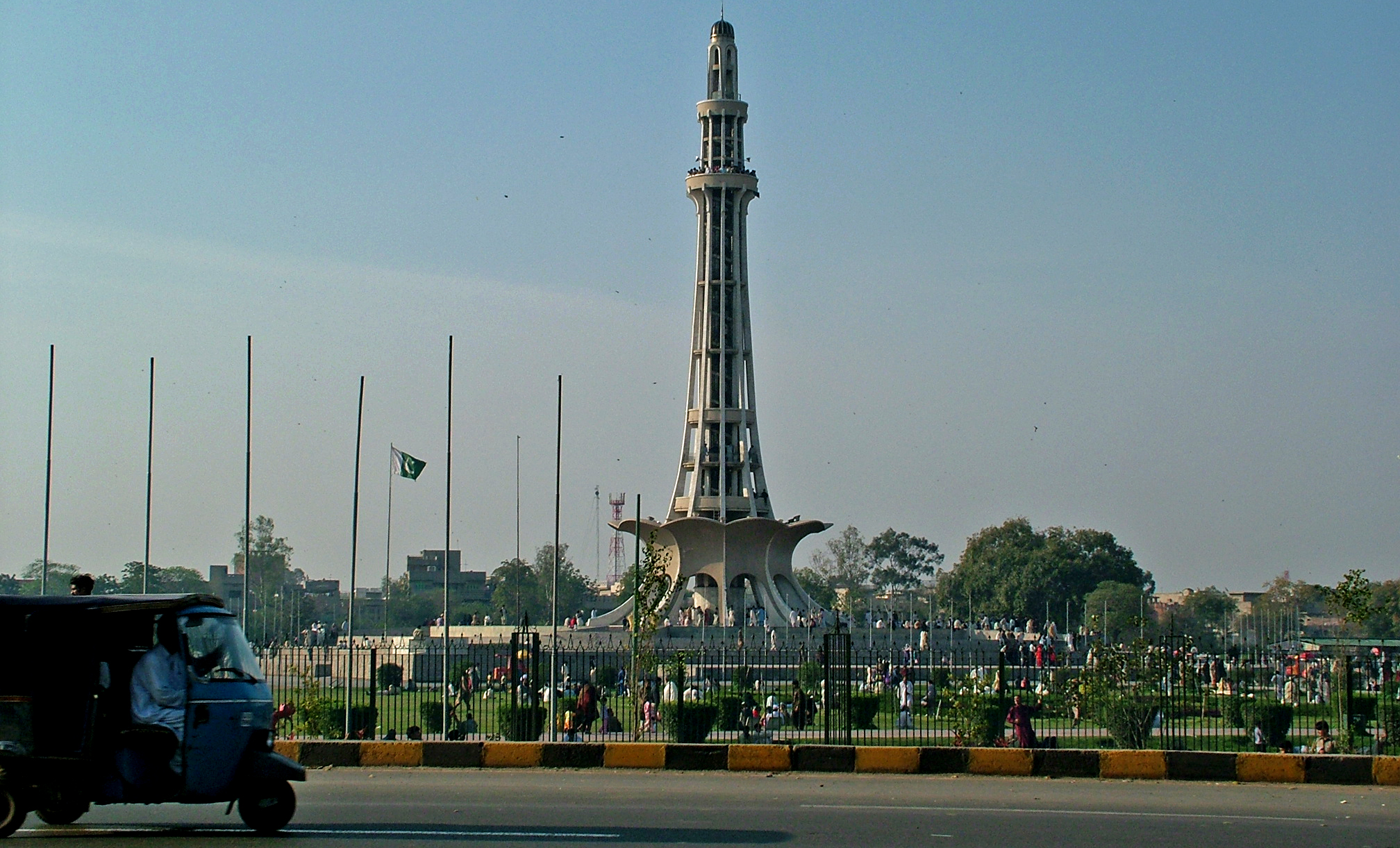
라호르 결의가 통과된 자리에 세워진 미나르 에 파키스탄.

파키스탄 운동(영어: Pakistan movement, 우르두어: تحریکِ پاکستان)은 인도 제국의 무슬림계 다수 지역에 파키스탄을 건설하자는 목표를 가진 20세기 초반의 정치 운동이다. 당시 영국 통치하 이슬람교도들의 자결에 대한 필요성을 인식한 것과 연결되어 있다. 1940년 5월 23일 전인도 무슬림 연맹이 라호르 결의를 통과시키면서, 무함마드 알리 진나가 이 운동을 이끌었다.
파키스탄 운동은 알리가르 운동에서 시작되었고, 이에 따라 인도 제국 내 이슬람교도들은 세속적인 정치적 정체성을 개발하기 시작했다. 그 후 곧 전인도 무슬림 연맹이 결성되었는데, 이는 파키스탄 운동의 시작을 알리는 계기가 되었다. 파키스탄 운동의 최고 지도자들 중 대다수가 영국에서 교육을 받았고, 그들 중 많은 수가 알리가르 무슬림 대학에서 교육을 받았다. 다카 대학의 많은 졸업생들도 곧 합류했다.
파키스탄 운동은 인도 독립운동의 일부였지만, 결국 인도 내 이슬람교도의 정치적 이익을 보호하는 새로운 민족국가를 세우려 했다. 무함마드 이크발이나 파이즈와 같은 우르두 시인들은 문학, 시, 연설을 정치적 인식을 위한 강력한 도구로 사용했다. 아슈라프 알리 탄위의 제자 샤비르 아흐마드 우스마니와 자파르 아흐마드 우스마니는 파키스탄의 창조를 위한 종교적 지원의 핵심 주체였다.
많은 사람들은 파키스탄 운동의 원동력이 무슬림이 다수인 주보다는 무슬림이 소수인 주와 연합주, 봄베이 관할구의 무슬림 공동체였다고 생각한다. 인도, 파키스탄, 그리고 과거 동파키스탄(현 방글라데시)의 영토 경계와 인구 통계는 파키스탄 운동의 주요 성과 중 하나이다. 식민지 인도의 모든 이슬람교도들이 파키스탄 운동을 지지한 것은 아니며 인도의 분할에 대한 광범위한 반대가 있었다.

## 같이 보기
- 인도 분할에 대한 반대
- 힌두교도-무슬림 통합
- 파키스탄 민족주의
- 힌두스탄